# Citheronia azteca
Citheronia azteca là một loài bướm đêm thuộc họ Saturniidae that lives in Guatemala, Belize và México.

## Hình ảnh

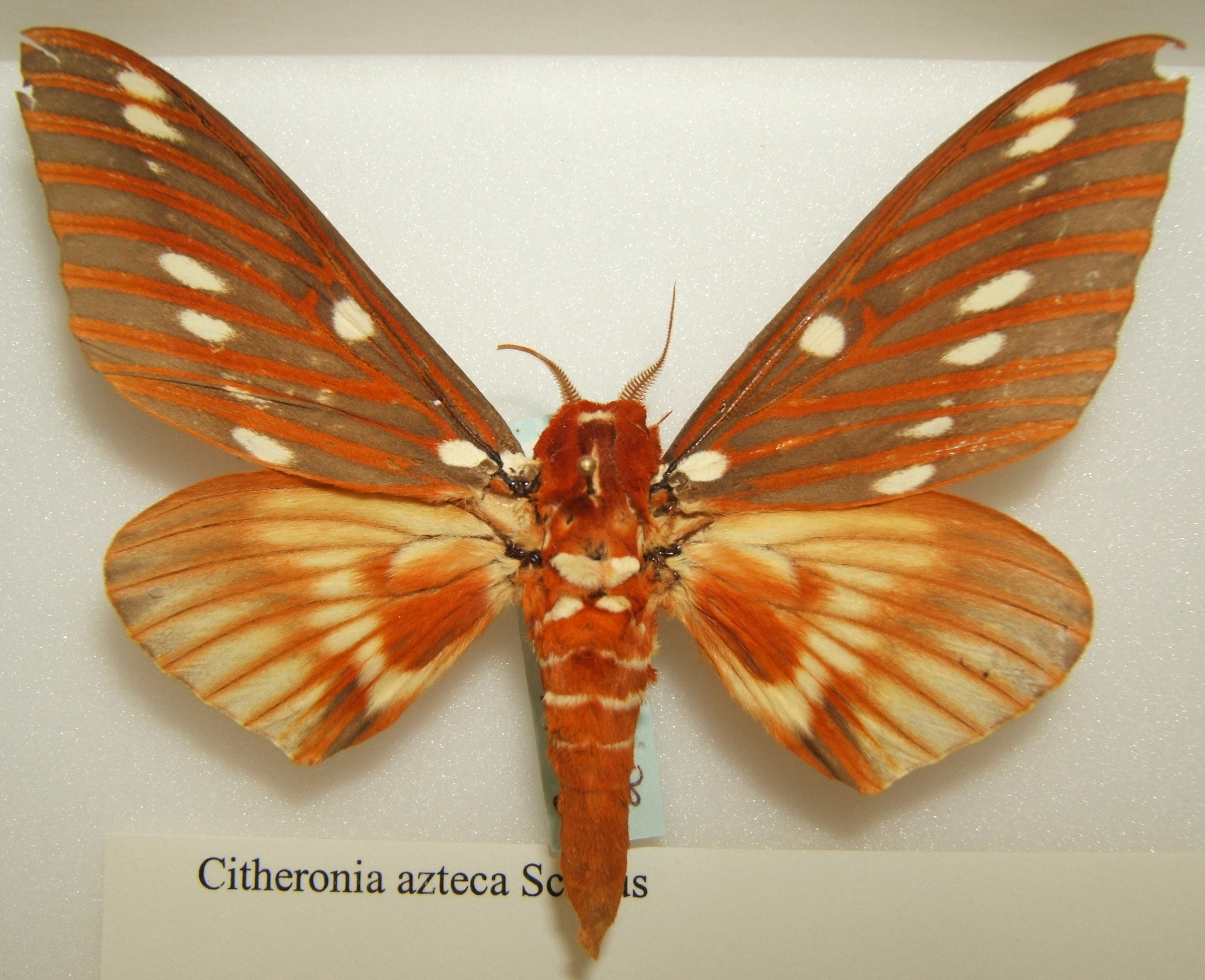